# 目黒あむ
目黒 あむ（めぐろ あむ、9月24日 - ）は、日本の漫画家。北海道出身、血液型A型。デビュー作は『真っ赤なりんごに口づけを』。
『別冊マーガレット』で連載された『ハニー』は、日本出版販売が主催する「全国書店員が選んだおすすめコミック2014」のランキングにおいて7位にランクインした。

## 作品リスト
全てマーガレットコミックス（集英社）から刊行されている。
- マコちゃんとアキちゃんの恋心（2011年10月25日発売[3]、『別冊マーガレット』2011年7月号[4] - 8月号、ISBN 978-4-08-846713-9、全1巻）
  - モノクロドールの思うとこ（『別冊マーガレットsister』2011年4月増刊号）
  - だけど、やっぱりかわいい人[5]（『別冊マーガレット』2010年11月号）
  - きみと初恋（『デラックスマーガレット』2010年5月号）
  - 真っ赤なりんごに口づけを（『別冊マーガレット』2010年2月号、デビュー作）
  - かきおろし番外編 林さんの恋心（描き下ろし）
- ちぐはぐプラネット（2012年6月25日発売[6]、『別冊マーガレット』2011年11月号[7] - 2012年2月号、ISBN 978-4-08-846792-4、全1巻）
  - きらい、すき?[8]（『別冊マーガレットsister』2012年4月増刊号）
- ハニー（2012年 - 2015年、全8巻）
- てをつなごうよ[注 1]（2016年 - 2018年、全8巻）
  1. 2016年8月25日発売[9][10]、『別冊マーガレット』2016年5月号[11] - 7月号、ISBN 978-4-08-845626-3
    - てをつなごうよ〜きみはぼくの花〜[12]（『別冊マーガレットsister』2016年5月号 春フェスVOL.1）

  2. 2016年12月22日発売[13]、『別冊マーガレット』2016年8月号 - 9月号、11月号 - 12月号[14]、ISBN 978-4-08-845685-0
  3. 2017年4月25日発売[15]、『別冊マーガレット』2017年1月号 - 4月号、ISBN 978-4-08-845748-2
  4. 2017年8月25日発売[16]、『別冊マーガレット』2017年5月号 - 8月号、ISBN 978-4-08-845805-2
    - きらいって言ってみた[注 2]（描きおろし）
    - 真夏のホラー鑑賞会[注 2]（描きおろし）

  5. 2017年12月25日発売[17]、『別冊マーガレット』2017年9月号 - 12月号[18]、ISBN 978-4-08-845870-0
  6. 2018年3月23日発売[19]、『別冊マーガレット』2018年1月号[20] - 3月号、ISBN 978-4-08-844008-8
    - てをつなごうよ〜あべこべびより〜（『別冊マーガレット』2017年8月号別冊ふろく『BETSUMA SPIN-OFF』）
    - うそつきにさよなら[21]（『別冊マーガレットsister』2012年8月増刊号）

  7. 2018年7月25日発売[22]、『別冊マーガレット』2018年4月号 - 7月号、ISBN 978-4-08-844067-5
  8. 2019年1月25日発売[23]、『別冊マーガレット』2018年8月号 - 12月号[24]、ISBN 978-4-08-844138-2
    - おまけまんが〜小豆のヒーロー〜（描きおろし）
- ひなたのブルー[注 3]（2019年 - 2021年、全6巻）
  1. 2019年8月23日発売[25][26]、『別冊マーガレット』2019年5月号[27] - 8月号、ISBN 978-4-08-844138-2
    - おまけのブルー[注 4]（描きおろし）

  2. 2020年2月25日発売[28]、『別冊マーガレット』2019年9月号、12月号 - 2020年2月号、ISBN 978-4-08-844138-2
    - ハニー番外編[29]（『別冊マーガレット』2018年4月号）
    - おまけのブルー[注 5]（描きおろし）

  3. 2020年6月25日発売[30]、『別冊マーガレット』2020年3月号 - 6月号、ISBN 978-4-08-844351-5
    - おまけのブルー[注 6]（描きおろし）

  4. 2020年12月24日発売[31]、『別冊マーガレット』2020年7月号、10月号 - 12月号、ISBN 978-4-08-844382-9
    - おまけのブルー[注 7]（描きおろし）
    - ひなたのブルー太陽高校生徒会のみなさんに質問!（描きおろし）

  5. 2021年4月23日発売[32]、『別冊マーガレット』2021年1月号 - 4月号、ISBN 978-4-08-844481-9
    - おまけのブルー[注 8]（描きおろし）

  6. 2021年9月24日発売[33]、『別冊マーガレット』2021年5月号 - 8月号[34]、ISBN 978-4-08-844528-1
    - ひなたのブルー 番外編 百合沢さんのはなし（『別冊マーガレット』2021年9月号）
    - おまけマンガ -お名前日和-（描きおろし）
- お姉ちゃんの翠くん（『別冊マーガレット』2022年4月号[35] - 連載中、既刊9巻）

### 単行本未収録作品
- ReReハニ〜SOS大作戦〜[注 9][36][37]（『別冊マーガレット』2013年9月号、『別冊マーガレット』2014年2月号別冊ふろく『BETSUMA 50TH ANNIVERSARY SPECIAL TRIBUTE Vol.2』）
- 目黒あむの“うちの子”自慢[38]（コミックナタリー、マンガ家の"うちの子"自慢 第9回、「ペット自慢エピソード」、描きおろし）

### イラスト
- きっと、星のせいじゃない。[39][40][41]（映画に寄せた描き下ろしイラスト、『別冊マーガレット』2015年1月号）